# Friedrich Georg Wilhelm von Struve
Friedrich Georg Wilhelm von Struve, en ruso: Василий Яковлевич Струве, Vasily Iákovlevich Struve, (15 de abril de 1793 – 11 de noviembrejul./ 23 de noviembre de 1864greg.) fue un astrónomo alemán del Báltico, parte de una famosa dinastía de astrónomos.

## Vida
Nació en Altona entonces parte de Dinamarca, ahora en Alemania, hijo de Jacob Struve (1755-1841), y el segundo de una familia entera de astrónomos de cinco generaciones. Fue el bisabuelo de Otto Struve, padre de Otto Wilhelm von Struve y abuelo de Hermann Struve, tío de Otto Struve. Su padre Jacob salió de la Alemania napoleónica a Letonia entonces provincia livonia de la Rusia Imperial para evadir el servicio militar.
En 1808 entró a la Universidad de Tartu (Estonia), en la Rusia Imperial, donde estudió primero filología, pero pronto cambió su atención a la astronomía. De 1813 a 1820 enseñó en la universidad y trabajó en el Observatorio Dorpat de Tartu, y en 1820 se hizo a profesor de tiempo completo y director del observatorio.
Permaneció en Tartu, ocupado en buscar estrellas dobles y geodesia hasta 1839, cuando fundó y dirigió el nuevo Observatorio de Púlkovo cerca de San Petersburgo. Entre otros honores, ganó la Medalla de oro de la Real Sociedad Astronómica en 1826. Se retiró en 1861 debido a problemas de salud.
El asteroide (768) Struveana fue nombrado así en su honor y los de Otto Wilhelm von Struve y Karl Hermann Struve.

## Obra
En el ámbito astronómico Struve es muy recordado por sus observaciones de estrellas dobles, que estudió por muchos años. Aunque las estrellas dobles fueron estudiadas antes por William Herschel, John Herschel y James South, Struve superó algunos esfuerzos previos. Descubrió un gran número de estrellas dobles y en 1827 publicó su catálogo Catalogus novus stellarum duplicium.
Dado que las estrellas dobles son verdaderos estrellas binarias y no un efecto óptico (William Herschel fue el primero en descubrirlo), orbitan alrededor del baricentro del sistema y lentamente cambian su posición con el paso de los años. Así Struve hizo mediciones micrométricas de 2714 estrellas dobles de 1824 a 1837 y las publicó en su obra Stellarum duplicium et multiplicium mensurae micrometricae. Struve midió cuidadosamente la "constante de aberración" en 1843. Fue además el primero en medir el paralaje de Vega, aunque Friedrich Bessel fue el primero en medir alguno (el de la estrella 61 Cygni).
También se interesó en la geodesia, y en 1831 publicó Beschreibung der Breitengradmessung in den Ostseeprovinzen Russlands (Descripción de la medición de latitudes de las provincias bálticas de Rusia). Inició el Arco Geodésico de Struve, que fue una cadena de triangulaciones de medición que va desde Hammerfest en Noruega hasta el Mar Negro, atravesando diez países y más de 2820 km. La Unesco incluyó este arco en su Lista de Patrimonio de la Humanidad en Europa.

## Familia
En 1815 se casó con Emilie Wall (1796 - 1834) en Altona, quien le dio 12 hijos, 8 de los cuales sobrevivieron a su primera infancia. Además de Otto Wilhelm von Struve, otros de sus hijos fueron Heinrich o Genrij Vasílievich Struve (1822 - 1908), un prominente químico, y Bernhard Vasílievich Struve (1827 - 1889), quien sirvió como oficial de gobierno en Siberia y luego como gobernador de Astracán y Perm.
Luego muere su primera esposa y se vuelve casar, ahora con Johanna Henriette Francisca Bartels (1807 - 1867), quien le dio seis hijos más. El más conocido fue Karl o Kiril Vasílievich (1835 - 1907), quien sirvió sucesivamente como embajador ruso en Japón, los Estados Unidos, y los Países Bajos.
El hijo de Bernhard, Piotr Struve, destacó en Rusia.

## Eponimia
- El cráter lunar Struve lleva este nombre en su memoria,[1] honor compartido con los también astrónomos de su propia familia Otto W. von Struve (1819-1905) y Otto Struve (1897-1963).
- El asteroide (768) Struveana fue nombrado en honor a su familia.[2]